# Francisco Olabarrieta
Francisco Olabarrieta y Urquijo (Llodio, Álava, 9 de marzo de 1784 - s. d. 1858 pos.) fue un jurista y político español. 

## Biografía
Accedió a la carrera judicial, miembro (1808), magistrado y gobernador de la sala del crimen (presidente de la sala de lo penal) de la Audiencia de Sevilla (1821). Titular de la Regencia de Cáceres (1832), de las Audiencias de Extremadura (1833) y de Barcelona (1834), y titular de la Regencia de Barcelona (1834-1836). 
Recibió honores del Tribunal Supremo, ocupando provisionalmente la presidencia del órgano el 3 de enero de 1833 y renunciando en 1837 para mantener su condición de diputado. Reincorporado seis años más tarde, en 1850 alcanzó la presidencia de la Sala Primera y, entre 1853 y 1854, fue presidente del alto tribunal. Se retiró voluntariamente el 13 de septiembre de 1854.
Miembro del Partido Moderado, en 1843 fue diputado por Vizcaya, y senador entre 1844 y 1846.
| Predecesor: Lorenzo Arrazola | Presidente del Tribunal Supremo 1853-1854 | Sucesor: José Alonso Ruiz de Conejares |